# Harriet Cains
Harriet Cains, née le 17 septembre 1993, est une actrice anglaise connue pour avoir joué le rôle de Jem Walker dans la série télévisée britannique In the Flesh.

## Filmographie

### Cinéma

#### Courts-métrages
- 2012 : Human Beings : Jamie
- 2016 : Sweet Maddie Stone : Tammy

### Télévision
- 2012 : Doctors : Sienna Roberts
- 2013 : Hollyoaks Later : Harriet Gonzalez
- 2013 - 2014 : In the Flesh : Jem Walker
- 2015 : Safe House : Louisa
- 2016 : Les Enquêtes de Vera : Lizzie
- 2017 : No Offence : Sally Hislop
- 2017 : Line of Duty : Jade
- 2017 : Marcella : Gail
- 2020 : La Chronique des Bridgerton : Philippa Featherington